# Lee Jong-Sun
Lee Jong-Sun es un deportista surcoreano que compitió en taekwondo. Ganó una medalla de oro en los Juegos Asiáticos de 1986 en la categoría de –50 kg.

## Palmarés internacional
| Juegos Asiáticos | Juegos Asiáticos     | Juegos Asiáticos | Juegos Asiáticos |
| Año              | Lugar                | Medalla          | Categoría        |
| ---------------- | -------------------- | ---------------- | ---------------- |
| 1986             | Seúl (Corea del Sur) | Medalla de oro   | –50 kg           |